# Johann Cilenšek

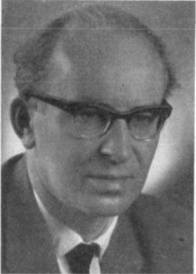
Johann Cilenšek (1967)

Johann Cilenšek (* 4. Dezember 1913 in Großdubrau in der Oberlausitz; † 14. Dezember 1998 in Erfurt) war ein deutscher Komponist und Hochschullehrer.

## Leben
Johann Cilenšek war Sohn eines Porzellandrehers aus Slowenien und besuchte von 1924 bis 1933 die Oberschule in Bautzen. Bereits als Schüler erhielt er Unterricht im Spiel von Zither, Klavier, Violoncello und Orgel. 1933 wurde er zum Reichsarbeitsdienst verpflichtet und arbeitete 1934 im Hermsdorfer Werk der Hermsdorf-Schomburg-Isolatoren GmbH. Zwischen 1935 und 1939 studierte er am kirchenmusikalischen Institut des Leipziger Konservatoriums bei Johann Nepomuk David Komposition sowie Orgel bei Friedrich Högner. Am 18. Dezember 1937 beantragte er die Aufnahme in die NSDAP und wurde rückwirkend zum 1. Dezember desselben Jahres aufgenommen (Mitgliedsnummer 6.026.918). Den ganzen Zweiten Weltkrieg über war er von 1939 bis 1945 als Schleifer und Dreher bei den Junkers-Flugzeugwerken dienstverpflichtet. Nach Kriegsende trat er der KPD bei. Durch die Zwangsvereinigung von SPD und KPD wurde er 1946 Mitglied der SED.
1945 berief man Cilenšek als Dozenten für Musiktheorie an das Thüringer Landeskonservatorium nach Erfurt. In dieser Stadt blieb er nun zeitlebens wohnhaft. 1947 wechselte er an die Hochschule für Musik Franz Liszt Weimar über, wo man ihm eine Professorenstelle für Komposition angeboten hatte. Von 1966 bis 1972 war Cilenšek in der Nachfolge von Werner Felix Hochschuldirektor. Zwar wurde er 1978 in den Ruhestand versetzt, gab jedoch als Lehrbeauftragter der Musikhochschule noch bis 1980 dort Unterricht. Außerdem gehörte er dem Zentralvorstand des Verbandes Deutscher Komponisten der DDR an, dessen Thüringer Bezirksverband er zwischen 1951 und 1956 sowie erneut von 1964 bis 1966 als Vorsitzender leitete. 1961 ernannte man Cilenšek zum Mitglied der Akademie der Künste, von 1978 bis 1990 war er dort Vizepräsident.
Johann Cilenšek genoss sowohl als Komponist wie auch als Musikpädagoge hohes Ansehen in der DDR und wurde mit zahlreichen Auszeichnungen geehrt.
Johann Cilenšek hatte zwei Söhne.

## Tonsprache
Cilenšeks Schaffen ist zum überwiegenden Teil instrumental. Den gewichtigsten Teil bilden die Orchesterwerke, hinzu treten vor allem im Spätwerk zahlreiche Kammermusiken. Vokalmusik ist dagegen nur spärlich vertreten. Zunächst schrieb der Komponist ab Ende der 1940er Jahre in einem kontrapunktisch geprägten, konservativen Stil, der sich stark an Johann Nepomuk David und Paul Hindemith orientierte. Ebenfalls sind leichte Beeinflussungen durch Dmitri Schostakowitsch und Béla Bartók spürbar. Während dieser Schaffensperiode entstanden fünf Konzerte, etwas später in rascher Abfolge dann fünf Sinfonien. Seit ungefähr 1960 begann Cilenšek, die Tonalität zunehmend freier und dissonanter zu handhaben, bezog auch Zwölftonmusik und später sogar unter Einfluss Witold Lutosławskis, wenngleich in wesentlich begrenzterem Maße als dieser, Aleatorik in sein Schaffen ein. Gleichzeitig wurde der Klangfarbe stärkere Bedeutung als zuvor beigemessen, obwohl auch weiterhin Kontrapunkt und Polyphonie in den Werken Cilenšeks das beherrschende Element bildeten. Bezeichnend für die Entwicklung des Komponisten ist die Tatsache, dass er nun aufhörte, Sinfonien und Konzerte in traditioneller Form zu schreiben. Stattdessen wählte er die formal freiere Gattung des Konzertstückes zu seinem Hauptbetätigungsfeld.

## Werke (Auswahl)

### Orchestermusik
- Konzert für Orchester (1948)
- Konzert für Klavier und Orchester (1950)
- Konzert für Orgel und Streichorchester (1950)
- Konzert für Violoncello und Orchester (1952)
- Konzert für Violine und Orchester (1953)
- Sinfonie Nr. 1 (1954)
- Sinfonie Nr. 2 „Sinfonie mit der Trauermusik“ (1956)
- Sinfonie Nr. 3 (1957)
- Sinfonie Nr. 4 für Streichorchester (1958)
- Sinfonie Nr. 5 „Konzertante Sinfonie“ (1959)
- Sinfonietta (1963)
- Konzertstück für Klavier und Orchester (1966)
- „Mosaik“ für 13 Solostreicher bzw. Streichorchester (1973)
- Konzertstück für Violine und Orchester (1974)
- Konzertstück für Viola und Orchester (1977)
- Konzertstück für Flöte und Orchester (1979)
- Konzertstück für Horn und Orchester (1982)
- Konzertstück für Orgel, Streichorchester und Schlagzeug (1983)
- Konzertstück für Trompete und Orchester (1987)
- „Silhouetten“ für 15 Solostreicher (1988)

### Kammermusik
- Sonate für Violine und Klavier (1948)
- Sonate für Flöte, Violine und Viola (1949)
- Sonate für Flöte und Gitarre (1950)
- Sonate für Klavier (1951)
- Sonate für Oboe und Klavier (1960)
- Quintett für Flöte, Oboe, Klarinette, Horn und Fagott (1975)
- 6 Bagatellen für Gitarre (1985)
- „Kontraste“ für Tuba und Klavier (1986)
- „Rondo Pensieroso“ für Akkordeon (1987)
- 3 Impromptus für Violine, Gitarre und Akkordeon (1991)
- „Nachtstück“ für Flöte und Harfe (1991)
- „Anrufung“ für Orgel (1994)
- Quintett für Klavier, 2 Violinen, Viola und Violoncello (1995)
- „Impulse“ für Violine, Violoncello und Akkordeon (1996)
- „Szenen“ für 2 Violinen, Viola und Violoncello (1997)

### Vokalmusik
- 5 Liebeslieder für Alt bzw. Bariton und Klavier (1951)
- „Jenaer Gesänge“ nach Friedrich Hölderlin und Friedrich Nietzsche für Bariton und Orchester (1981)

## Auszeichnungen
- 1955 Nationalpreis der DDR III. Klasse für Kunst und Literatur
- 1960 Johannes-R.-Becher-Medaille in Gold
- 1969 Vaterländischer Verdienstorden in Bronze
- 1970 Nationalpreis der DDR II. Klasse für Kunst und Literatur
- 1973 Kulturpreis der Stadt Erfurt
- 1975 Kunst- und Literaturpreis der Stadt Weimar
- 1978 Nationalpreis der DDR I. Klasse für Kunst und Literatur
- 1980 Vaterländischer Verdienstorden in Silber
- 1983 Vaterländischer Verdienstorden in Gold
- 1988 Ehrenspange des Vaterländischen Verdienstordens in Gold

## Nachlass
Der musikalische Nachlass befindet sich heute im Hochschularchiv/Thüringischen Landesmusikarchiv Weimar.